# Comarca di Santander
La comarca di Santander è una comarca della Spagna, situata nella comunità autonoma della Cantabria.